# Kyŏngsŏng-gun
Kyŏngsŏng-gun (koreanska: 경성군) är en kommun i Nordkorea.   Den ligger i provinsen Hambuk, i den nordöstra delen av landet, 400 km nordost om huvudstaden Pyongyang.